# Gennadota puberula
Gennadota puberula är en skalbaggsart som först beskrevs av Thomas Casey 1893.  Gennadota puberula ingår i släktet Gennadota och familjen kortvingar. Inga underarter finns listade i Catalogue of Life.